# Mercedes-Benz Vision GST 2
Le Mercedes-Benz Vision GST 2 est un concept car de Mercedes-Benz présenté en janvier 2004.

## Présentation
Le modèle est un développement ultérieur du Mercedes-Benz Vision GST. Il a été dévoilé en janvier 2004 au Salon international de l'automobile d'Amérique du Nord à Détroit. Il avait une propulsion hybride. Un moteur Diesel d'une cylindrée de 4 000 centimètres cubes et d'une puissance de 184 kilowatts (250 ch) et un moteur électrique de 50 kilowatts (67 ch) ont été couplés. La transmission du véhicule était une transmission automatique à six vitesses. Les quatre roues étaient motrices.
L'accélération du véhicule de zéro à 100 km/h se fait en 6,6 secondes. La vitesse de pointe était électroniquement limitée à 250 km/h.